# Стульнево (посёлок)
Стульнево (укр. Стульневе) — посёлок,
Стульневский сельский совет,
Черниговский район,
Запорожская область,
Украина.
Код КОАТУУ — 2325587203. Население по переписи 2001 года составляло 231 человек.

## Географическое положение
Посёлок Стульнево находится в 3-х км от левого берега реки Токмак,
на расстоянии в 1,5 км от села Каменка.
Через посёлок проходят автомобильная дорога Т-0813 и
железная дорога, станция Стульнево.

## История
- 1835 год — дата основания.